# Pokémon: Detective Pikachu
Pokémon: Detective Pikachu, più frequentemente abbreviato in Detective Pikachu, è un film a tecnica mista del 2019 diretto da Rob Letterman, tratto dall'omonimo videogioco della Nintendo.
È una co-produzione giapponese-statunitense di Legendary Pictures, The Pokémon Company, Toho e Warner Bros. e si tratta del primo film di Pokémon realizzato in live action.

## Trama
All'inizio del film, Mewtwo riesce a fuggire da un centro di ricerca segreto in cui era rinchiuso e, subito dopo, una macchina rimane vittima di uno spaventoso incidente, apparentemente provocato da Mewtwo stesso, nel tentativo di fuggire dalla struttura.
In una cittadina di periferia vive il giovane Tim Goodman, che dopo aver passato l'infanzia sognando di diventare un allenatore di Pokémon si ritrova invece a lavorare come umile agente assicurativo. Un giorno, Tim viene informato della morte improvvisa di suo padre Harry, detective della polizia di Ryme City, con il quale aveva tagliato i ponti a seguito della morte della madre (evento che è all'origine anche della fine dei suoi sogni d'infanzia).
Tim prende quindi un treno che lo conduce a Ryme City, una città futuristica in cui gli umani e i Pokémon vivono insieme in armonia, questo grazie alla politica di pacifica convivenza promossa da Howard Clifford e suo figlio Roger, titolari della multinazionale Clifford Enterprises che controlla la città, in cui sono in vigore regole quali il non rinchiudere i Pokémon nelle Pokéball, i combattimenti tra questi sono illegali e ognuno deve avere un partner Pokémon.
Recatosi nell'appartamento del padre per svuotarlo e chiuderlo, il ragazzo fa la conoscenza prima di Lucy Stevens, giovane reporter in erba, poi, una volta in casa ed aperto uno strano flacone contenente del gas viola, il ragazzo incontra l'adorabile Pikachu del padre, il quale incredibilmente si dimostra capace di parlare (anche se Tim scopre ben presto di essere l'unico in grado di capirlo), rivelando però di non avere alcun ricordo né della sua vita passata né dell'origine di questa sua capacità.
Mentre Pikachu sta ancora cercando di convincere Tim ad aiutarlo a capire se Harry possa essere ancora vivo, i due vengono attaccati da un gruppo di Aipom resi aggressivi dallo strano gas viola diffuso dallo stesso Tim precedentemente. L'effetto si rivela per fortuna essere temporaneo, ma a quel punto Tim capisce di non avere altra scelta che aiutare Pikachu a venire a capo dell'intera vicenda, convincendosi ben presto che probabilmente suo padre potrebbe effettivamente essere sopravvissuto.
Parlando con Lucy, Tim e Pikachu scoprono che Harry stava indagando sulla provenienza del gas che fa impazzire i Pokémon, ribattezzato Agente R e, su sua indicazione, si recano nella zona del porto per incontrare un suo informatore, che si rivela essere un Mr. Mime. Riusciti, non senza difficoltà, ad interrogare il Pokémon, i due vengono da questi indirizzati ad un'arena dove si praticano combattimenti clandestini. Una volta qui, vengono prima sfidati dal proprietario dell'arena e dal suo Charizard (avendo riconosciuto il Pokémon di Harry come quello che ha umiliato il suo), con Pikachu che si rende conto di come l'amnesia gli abbia fatto dimenticare anche come combattere, quindi l'involontaria dispersione di una grande quantità di Gas R (Nascosto nel soprabito dell'allenatore del Charizard) fa impazzire tutti i Pokémon presenti (incluso un Magikarp che si evolve in Gyarados e batte il Charizard) provocando l'arrivo della polizia.
Dopo un colloquio con il vecchio collega di suo padre, Yoshida, che tenta di convincere Tim di come Harry non possa essere sopravvissuto all'incidente, Tim viene portato al cospetto di Howard Clifford in persona; questi rivela a lui ed a Pikachu che dietro la comparsa dell'Gas R vi sarebbe suo figlio Roger, e di come Harry, che stava lavorando per lui, sia probabilmente stato ucciso perché non potesse rivelare il risultato delle sue indagini. Inoltre, Howard mostra a Tim e Pikachu una ricostruzione olografica dell'incidente occorso ad Harry, rivelando che l'uomo era effettivamente sopravvissuto, solo però per venire a prima vista rapito da Mewtwo, il quale sarebbe responsabile anche dell'amnesia di Pikachu.
Seguendo le indicazioni di Howard, Tim, Pikachu, Lucy e il suo Psyduck si recano in ciò che rimane del centro di ricerche su cui Harry stava indagando, scoprendo che al suo interno venivano condotti esperimenti genetici sui Pokémon. Analizzando i filmati della sorveglianza, il gruppo scopre che in realtà Harry era stato assoldato proprio dalla direttrice del centro per rintracciare e catturare Mewtwo. All'improvviso, i due ragazzi e i loro Pokémon vengono attaccati da dei Greninja potenziati che fortunatamente vengono neutralizzati da Psyduck, il cui mal di testa cronico raggiunge l'apice, tramutandosi in emicrania, e permettendogli di lanciare un potente attacco Psichico. Questo, però, fa innalzare la terra in modo innaturale, rivelando che l'intera zona è in realtà la tana di un gruppo di colossali Torterra, ingigantiti in quella maniera in laboratorio. Nel tentativo di mettersi in salvo, Pikachu rimane gravemente ferito.
Scampati ai Greninja ed ai Torterra, Tim ottiene l'aiuto di alcuni Bulbasaur che, rispondendo alla sua richiesta di aiutarlo a salvare Pikachu, lo portano al cospetto di Mewtwo. Questi, a dispetto di tutto, cura il piccolo Pokémon, ma prima che possa spiegare l'intera faccenda viene catturato da Roger e portato via. Pensando di essere indirettamente responsabile dell'intera vicenda (avendo scoperto, tramite i filmati della sorveglianza, di essere stato lui a liberare Mewtwo sabotando di proposito il sistema di sicurezza del centro), Pikachu, sconsolato, abbandona Tim, il quale fa ritorno in tutta fretta a Ryme City per avvisare Howard. Rimasto solo, Pikachu ritrova casualmente il luogo dell'incidente e a quel punto buona parte dei suoi ricordi riaffiorano, rendendosi conto di come l'attentato ai danni di Harry fosse stato provocato dai Greninja, mentre Mewtwo in realtà aveva cercato di salvarlo, una cosa che Howard avrebbe dovuto sapere, ma ha volutamente taciuto ai due.
Nel mentre, Tim raggiunge Howard, che ha organizzato un'enorme parata in città per celebrare la sua grande visione di una realtà in cui umani e Pokémon coesistono da eguali. Tim però capisce troppo tardi che in realtà è lui la mente dietro all'intera faccenda, e che il suo scopo era quello di trasferire la sua mente nel corpo di Mewtwo e usare il suo potere per unire forzatamente tutti gli esseri umani con i rispettivi Pokémon, privando così l'umanità, almeno secondo il suo piano egoista, delle limitazioni e delle debolezze tipiche dei corpi umani (e a ciò servivano anche gli studi sul Gas R, il cui scopo era di fare impazzire i Pokémon per indebolirne la psiche, in modo da poterla rimpiazzare con quella dei loro partner umani), a causa della malattia che lo ha costretto sulla sedia a rotelle causandogli amarezza e gelosia. Nonostante i tentativi di Tim e di un sopraggiunto Pikachu di fermarlo, in un primo momento Howard riesce nel suo intento, usando un'enorme quantità di Gas R nascosto all'interno di alcuni palloni aerostatici per attuare l'unione forzata di tutti gli abitanti di Ryme City coi propri partner Pokémon. Così, mentre Pikachu tiene a bada Mewtwo grazie ai suoi ritrovati poteri, Tim (che nel frattempo è rimasto l'unico umano in città ancora nel proprio corpo), si confronta con il Ditto geneticamente modificato al servizio del magnate, scoprendo che il Roger che ha catturato Mewtwo nella foresta era lui (motivo per il quale non parlava o indossava sempre gli occhiali scuri), mentre il vero Roger, rinchiuso, legato e imbavagliato dal padre in un armadio, viene poi liberato dal ragazzo. Con l'aiuto del figlio di Howard, Tim riesce infine ad avere la meglio sul suo avversario grazie al Gas R e a rimuovere il dispositivo di controllo dalla testa del magnate. Alla fine, Howard viene arrestato per i suoi egoisti e crudeli crimini disonesti.
Di nuovo padrone di sé, Mewtwo separa nuovamente umani e Pokémon, mentre Lucy viene promossa da Roger al ruolo di addetta stampa ufficiale della Clifford, mentre tra lei e Tim sembra nascere qualcosa. Infine, Mewtwo rivela a Tim che in realtà suo padre Harry non è altro che Pikachu stesso, la cui mente è stata unita a quella del suo partner Pokémon da Mewtwo per salvare la vita all'uomo dopo l'incidente, evento che era all'origine sia dell'amnesia di Pikachu che della sua capacità di parlare con il figlio.
Così, dopo che Mewtwo ha separato Harry dal suo Pokémon, Tim ha finalmente la possibilità di riappacificarsi con suo padre, decidendo di restare a Ryme City e di intraprendere a sua volta la carriera di detective.

## Colonna sonora
Il 19 aprile 2019 è stato pubblicato Carry On di Kygo e Rita Ora come primo singolo estratto dalla colonna sonora del film.

## Promozione
Il primo trailer del film è stato mostrato il 12 novembre 2018, ricevendo su YouTube ben 10 milioni di visualizzazioni nelle prime 24 ore. Un secondo trailer uscì il 26 febbraio 2019.
Ryan Reynolds ha caricato su YouTube una versione pirata del film, la quale però si scopre solo essere uno scherzo, in quanto per quasi tutta la durata del video si vede Pikachu che balla.

## Distribuzione
In RealD Cinema, il film è stato distribuito nelle sale giapponesi il 3 maggio 2019, mentre è stato distribuito in quelle statunitensi il 10 maggio, e il 9 maggio in quelle italiane.

## Accoglienza

### Incassi
Al 10 giugno 2019 Pokémon Detective Pikachu aveva incassato $144,1 milioni al botteghino in Stati Uniti e Canada e $289,2 milioni nel resto del mondo, per un incasso totale di 433,3 milioni di dollari, quasi il triplo del budget di produzione di $150 milioni. Negli USA e Canada il film è stato rilasciato insieme a Tolkien, Poms e Attenti a quelle due, ed era stato previsto un incasso di $50-70 milioni da 4.202 sale. Il film ha incassato ben 20,7 milioni di dollari nel suo primo giorno di programmazione negli Stati Uniti, di cui 5,7 milioni dalla preview di giovedì.
Negli altri territori al di fuori del Nordamerica, era previsto un incasso di $90-120 milioni da 62 Paesi, di cui $40-60 milioni in Cina, mentre invece ha incassato ben più del doppio (273,7 milioni fuori dal Nordamerica di cui 84,4 milioni in Cina).
In Giappone, il film ha debuttato in terza posizione (dietro Detective Conan: The Fist of Blue Sapphire e Avengers: Endgame), incassando 948 milioni di yen (8,6 milioni di dollari americani) nel fine settimana di apertura, prima di raggiungere la vetta della classifica nel secondo weekend con 1.465.395.700 di yen ($13.327.837). In Cina, dopo aver aperto con 16,4 milioni di dollari nel primo giorno, ha raggiunto i 69,3 milioni di dollari nella seconda settimana.
In Italia il film ha debuttato con 2,3 milioni di euro (2.881.599 dollari) da 520 sale e una media per sala di 4.600 euro, scalzando Avengers: Endgame dalla vetta del box office italiano dopo due settimane di dominio incontrastato.
Al 26 maggio 2019 i principali mercati di Pokémon: Detective Pikachu erano Cina (84,4 milioni di dollari), Giappone (21,2 milioni), Regno Unito (13,6 milioni), Messico (10,4 milioni) e Germania (9,5 milioni).

### Critica
Il film ha ricevuto recensioni miste dalla critica, generalmente positive. Sull'aggregatore di recensioni Rotten Tomatoes ha un indice di gradimento del 68% basato su 284 recensioni, con un voto medio di 6 su 10. Su Metacritic invece ottiene un punteggio di 53 su 100 basato su 48 recensioni.

## Sequel
Nel gennaio 2019, quattro mesi prima dell'uscita del film, la Legendary Pictures ha annunciato che un sequel è in fase di sviluppo con Oren Uziel alla sceneggiatura. A novembre 2022 Legendary Entertainment ha firmato un accordo di distribuzione con Sony Pictures Entertainment, terminando la collaborazione con Warner Bros., co-finanziatrice del primo film. Nel marzo 2023 viene riportato che il regista Jonathan Krisel è in trattative per dirigere il sequel, la cui sceneggiatura sarà scritta da Chris Galletta.